# Skogvaktare

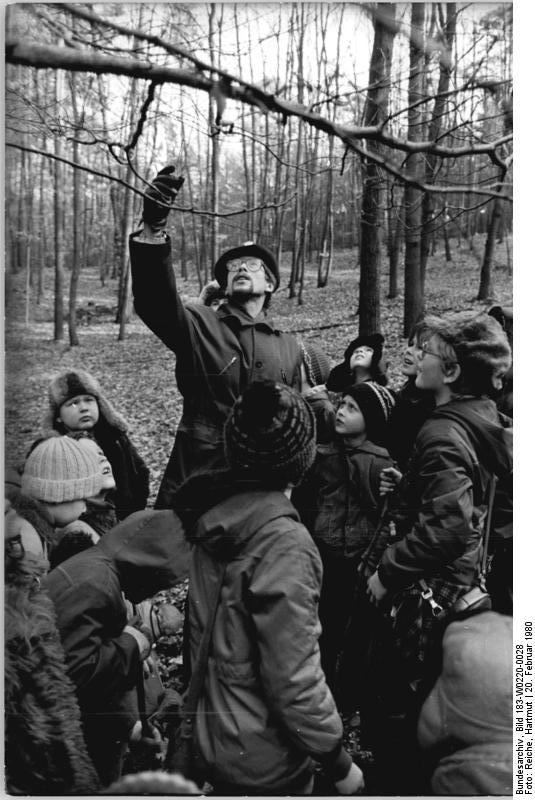
En tysk skogvaktare med en skolklass.

Skogvaktare är en gammal yrkestitel för framför allt arbetsledande och skogsförvaltande tjänstemän inom skogsbruket. I Sverige används numera i stället oftast yrkestitlar som avverkningsledare, bevakningsledare, virkesköpare eller skogsinspektor. Inom vissa företag och organisationer som till exempel stift, gods och allmänningar används fortfarande titeln skogvaktare. En skogvaktare är oftast chef för en bevakning, ett skogsdistrikt. Inom sin bevakning ansvarar skogvaktaren för avverkning, skogsvård och skoglig planering. Även virkesköp från privata markägare kan ingå i arbetsuppgifterna.
Skogvaktare finns även i andra länder. I Danmark kallas de skovfogde, i Tyskland Förster och i de engelskspråkiga länderna för forester. I Norden, Nordamerika och Ryssland är skogvaktarnas arbete det samma som de svenska skogstjänstemännens. Även i dessa länder är arbetsuppgifterna främst skoglig planering, arbetsledning och virkesanskaffning. I länder som Storbritannien och Tyskland, där skogsbruket är mer småskaligt, är skogvaktaryrket mer som det var i Sverige förr i tiden. Bevakningarna är mindre och jakt och jakttillsyn ingår ofta i arbetsuppgifterna. Skogvaktare finns även i tropiska länder, till exempel i Indonesien, där de kallas för mantri.
I Sverige, liksom i de flesta europeiska länder har skogvaktaryrket en lång historia och kan härledas ända till medeltiden, då kungen och adeln anställde personer för att vakta skogarna mot framför allt tjuvjägare och vedtjuvar. När skogens ekonomiska värden av virkesproduktion fick större betydelse på 1800-talet fick skogvaktarna mer och mer rollen av arbetsledare och förvaltare. Jakt och jaktbevakning fortsatte dock att vara en viktig del av arbetet långt in på 1900- talet. En kvarleva från den tiden var att skogvaktare anställda av statliga Domänverket kallades för kronojägare. 
Under 1800-talet växte behovet fram av en enhetlig utbildning av skogvaktare. Skogvaktare utbildades vid en skogsskola som till exempel Gammelkroppa skogsskola i Värmland och Östads Skogsskola i Västergötland. I början av 1960- talet ersattes skogvaktare som examenstitel av skogstekniker. Dagens svenska "skogvaktare" är i regel utbildade skogstekniker eller skogsmästare. Skogsvårdskonsulenter anställda av Skogsvårdsstyrelsen kallades tidigare för länsskogvaktare.